# New York Stock Exchange
A New York Stock Exchange (NYSE, New York-i tőzsde) a New York-i tőzsde. Dollár-paritáson számolva ez a világ legnagyobb tőzsdéje. A parketten 2764 értékpapír cserélhet gazdát, ami a világon a második legnagyobb. Az 1990-es években a részvényvolumen elmaradt a NASDAQ-étől. 2006. december 31-én a tőzsdei cégek piaci kapitalizációja elérte a 25 000 milliárd dollárt.
A NYSE tulajdonosa a NYSE Euronext tőzsdeüzemeltető, amely az Archipelago Holdings és az Euronext összeolvadásából jött létre. A tőzsde épülete a Wall Street 11. szám alatt található, a részvénykereskedelem négy termében zajlik. Az épületet 1978-ban történelmi jelentőségűnek nyilvánították.

## Üzleti áttekintése

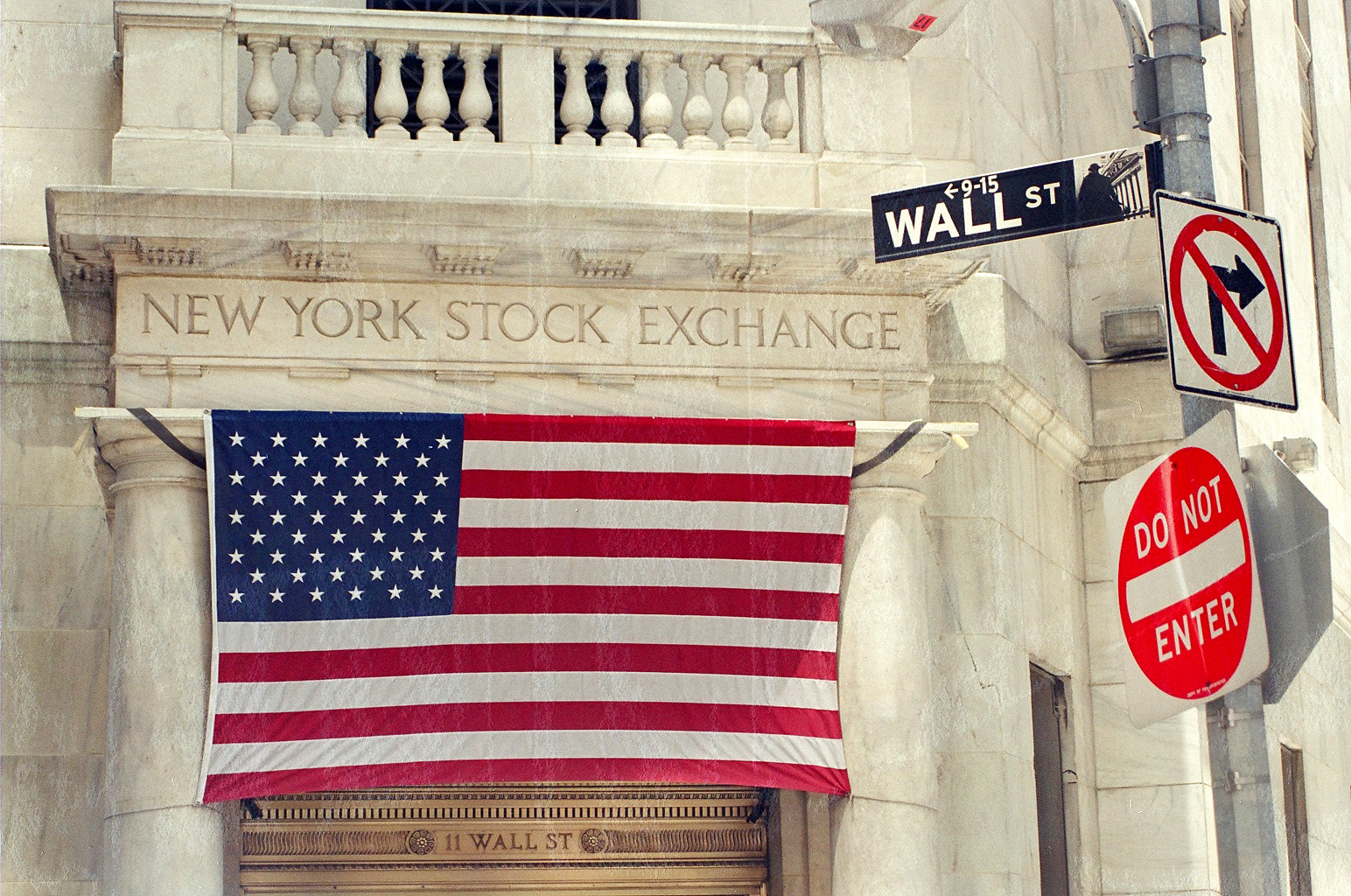
A NYSE a Wall Streeten, 2002

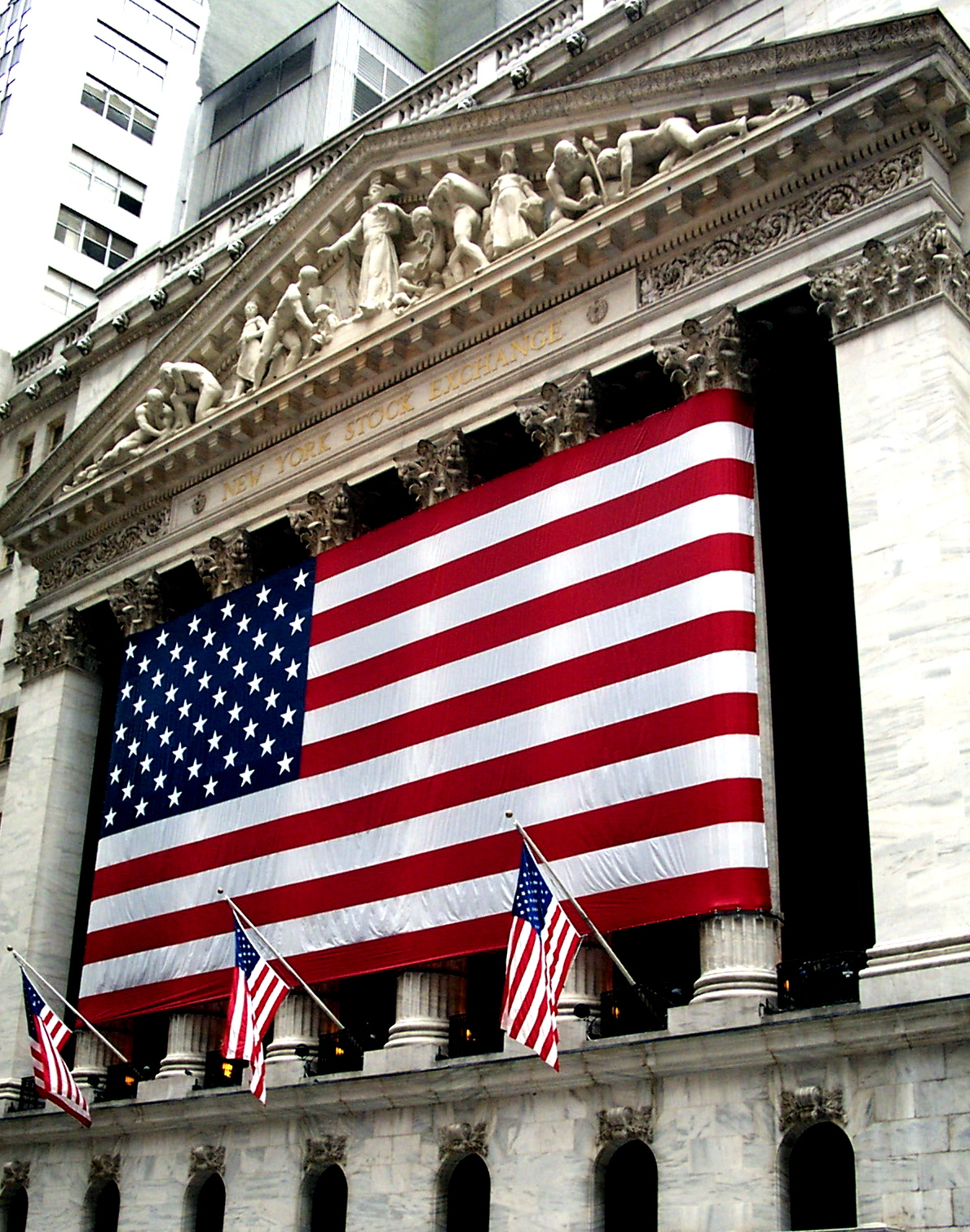
A New York Stock Exchange (2003. június)

A New York-i tőzsdén az ott jegyzett vállalatok részvényeit lehet adni és venni – az elektronikus árverési rendszeren keresztül gyorsan és mindkét fél számára a legmegfelelőbb áron. 1985. szeptember 30. óta a NYSE helyi idő szerint 9.30 és 16.00 között tart nyitva.
2007. január 24. óta néhány nagyon drága részvényt kivéve a NYSE összes részvényét az elektronikus rendszeren keresztül lehet cserélni. Az ügyfelek azonnali elektronikus végrehajtásra is adhatnak megbízást, vagy a tranzakcióval a parkett árverésein vehetnek részt. A megbízások több mint fele már elektronikus úton zajlik.
A kereskedő parketten a NYSE folyamatos árverést végez. Itt a brókerek emberi kapcsolatai és szakértői kapcsolatai különböztetik meg a New York-i tőzsdét a teljesen elektronikus piacoktól. Egy adott részvénnyel a parkett egy adott helyén lehet kereskedni. A befektetők nevében részvényt eladni vagy venni kívánó tőzsdetagok ezen a helyen egy információs oszlop köré gyűlnek. Itt egy megbízott bróker, aki nem a NYSE alkalmazottja, hangos kiáltásokkal folytatja le az árverést, és hozza így össze az eladókat a vevőkkel. Ezek a megbízott brókerek az esetek nagyjából 10%-ában a saját tőkéjük bevonásával mozdítják előre a részvényforgalmat. A különféle színű ruhákba öltözött brókerek sürgését-forgását több mozifilm is megörökítette, többek között a Tőzsdecápák.
Az 1960-as évek közepén létrehozták a NYSE kompozit indexet. Az 1965-ös év zárásakor az indexnek 50 pontos bázist állapítottak meg. A kompozit index a tőzsde összes részvényének árfolyamát tükrözi, szemben a Dow Jones Ipari Átlaggal (DJIA), amely a 30 legnagyobbét. A kompozit index reformálására a NYSE 2003-ban az új bázist a 2002-es évzárás szintjén, 5000 pontban állapította meg. Korábban az index valamivel 500 pont alatt mozgott, a valaha tapasztalt legmagasabb 670 és a legalacsonyabb 33 pont között.
A közvetlen részvénykereskedelemhez való jogot a tőzsde 1366 „ülésének” tulajdonosai gyakorolhatják. Az 1870-es évekig ugyanis a NYSE tagjai egy ülésben ülve kereskedtek a részvényekkel. A tényleges ülőalkalmatosságoktól azóta már régen megszabadultak. 1868-ban az ülések számát 533-ra korlátozták, bár az évek során ezt a korlátot többször megemelték. 1953-ban a tőzsde elérte a mai, 1366 üléses szintjét. Az ülésekre nagy volt a kereslet, mivel csak ez adott jogot a közvetlen részvénycserére. Az ülések ára nagyjából a gazdaság állapotát követte – recessziók során esett, a gazdasági növekedés éveiben pedig emelkedett. A legdrágább ülést 1929-ben adták el, akkori áron 625 000 dollárért. Ez mai áron több mint 6 millió dollárt jelentene. A közelmúltban a legdrágább ülést az 1990-es évek végén 4 millió dollárért adták el, 2001-ben pedig 1 millió dollárért. Amikor 2005-ben a tőzsde összeolvadt az Archipelagóval és profitorientált vállalkozássá változott, akkor az összeolvadás előtt az ülések ára elérte a 3,25 millió dollárt is. Az új vállalati formában azonban a tőzsde 500 000 dolláros készpénzért és 77 000 részvényért cserébe az összes üléstulajdonost kivásárolta. A NYSE most már egyéves kereskedési jogokat árul az ülések helyett.

## Történelme
A New York-i tőzsde eredetét 1792. május 17-ére lehet visszavezetni, amikor is a Wall Street 68. előtt található platánfa alatt huszonnégy bróker aláírta a fa angol neve után Buttonwood Agreement-nek nevezett alapító okiratot. 1817. március 8-án a szervezet elkészítette az alapszabályokat és felvette a „New York Stock & Exchange Board” nevet, melyet 1863-ban rövidítettek jelenlegi formájára. A tőzsde első elnökének Anthony Stockholmot választották meg.
A NYSE első központi irodáját 1817-ben bérelték havi 200 dollárért a Wall Street 40. alatt. A részvényforgalom azonban 1896 és 1901 között meghatszorozódott, és az egyre növekvő tőzsde új hely után kezdett nézni. Nyolc New York-i építészt hívtak meg az új tőzsdeépület megtervezésére, és végül George B. Post neoklasszicista épületét fogadták el. A Broad Street 10. alatti és a szomszédos épületek bontása 1901. május 10-én kezdődött el.
A New York Stock Exchange épület 1903. április 22-én nyílt meg a Broad Street 18. alatt. Az építési költségek akkori áron 4 millió dollárba kerültek. A kereskedőparkett a 33 x 42,5 méteres méretével az akkori város egyik legnagyobb helyisége volt. A 22 méteres belmagasságot üvegtető koronázta. Az épület homlokzatát John Quincy Adams Ward domborműve díszíti.
1922-ben a Broad Street 11. alatt megnyílt a Trowbridge & Livingston építésziroda tervezte melléképület, ahol a tőzsde irodái, valamint egy, csak „garázs”-nak nevezett kereskedőparkett kaptak helyet. További keresdkedőparketteket alakítottak ki 1969-ben és 1988-ban. 2000-ben a Broad Street 30. alatt újabb kereskedőterem nyílt, de az egyre növekvő elektronikus kereskedés miatt ezt 2006-ban be is zárták.

## Eseményei

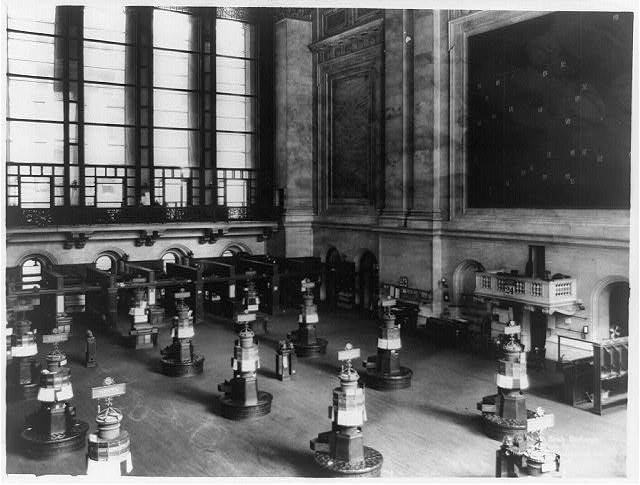
A kereskedőparkett és a megbízott brókerek információs oszlopai az elektronikus automatizálás kora előtt

Az első világháború 1914. júliusi kitörése után a tőzsde bezárt, ám november 28-án újra kinyitott, hogy háborús kötvényekkel lehessen kereskedni.
1920. szeptember 16-án bomba robbant a Wall Streeten, a NYSE épülete előtt. 33-an meghaltak, több mint 400-an megsebesültek. A robbanás nyomait több szomszédos épületen, így a tőzsdén és a JP Morgan épületén sem javították ki, hogy így emlékezzenek az áldozatokra.
1929. október 24-én, a „fekete csütörtökön” beütött a XX. század legnagyobb tőzsdekrachja. A tőzsdei pánik a gazdasági világválság egyik kiváltó oka volt. A piac csak 1954 vége felé érte el a krach előtti szintjét.
A befektetők bizalmának visszanyerésére a NYSE 1938. október 31-én egy új, tizenöt pontból álló befektetésvédelmi programot indított el.
1987. október 19-én, a „fekete hétfőn” a Dow Jones Ipari Átlag 554,26 pontot, 22,6%-ot zuhant egyetlen nap alatt. Ez a tőzsde történelmének legnagyobb egynapos zuhanása volt, és a vezetés a tőzsde történelme során először „lecsapta a biztosítékot”. Ezzel a sokat vitatott lépéssel felfüggesztették a kereskedést. Az irányításon azóta finomítottak: 10%-os esésnél egy órára függesztik fel a kereskedést, 20%-nál két órára, 30%-nál pedig másnap reggelig. Egy délutáni 10- vagy 20%-os esésnél rövidebb ideig függesztik fel a kereskedést, de egy 30%-os esés mindenképpen az aznapi zárást jelenti. A kereskedés felfüggesztése mögött az áll, hogy a befektetőinek legyen idejük lehiggadni és újraértelmezni a pozícióikat.
1997. október 27-én hasonló pánik futott végig a New York-i tőzsdén, amikor az ázsiai piacok veszteségeinek hírére a tőzsdeindex 7,2%-ot esett. A NYSE azonban hamar talpra állt.
A tőzsde a 2001. szeptember 11-i terrortámadás miatt szeptember 17-ig zárva tartott.
2006. április 21-én a NYSE bejelentette, hogy felvásárolja az Archipelagót és ezzel magát a tőzsdét is tőzsdére viszi. A NYSE 2005. december 6-án profitorientált, tőzsdei céggé alakult át. A új NYSE Group részvényeivel 2006. március 8. után lehetett először kereskedni. Alig egy évvel később, 2007. április 4-én a NYSE Group összeolvadt az Euronext pán-európai börzével. Az így létrejött NYSE Euronext lett az első transzatlanti tőzsdecsoport.

## Kronológiája

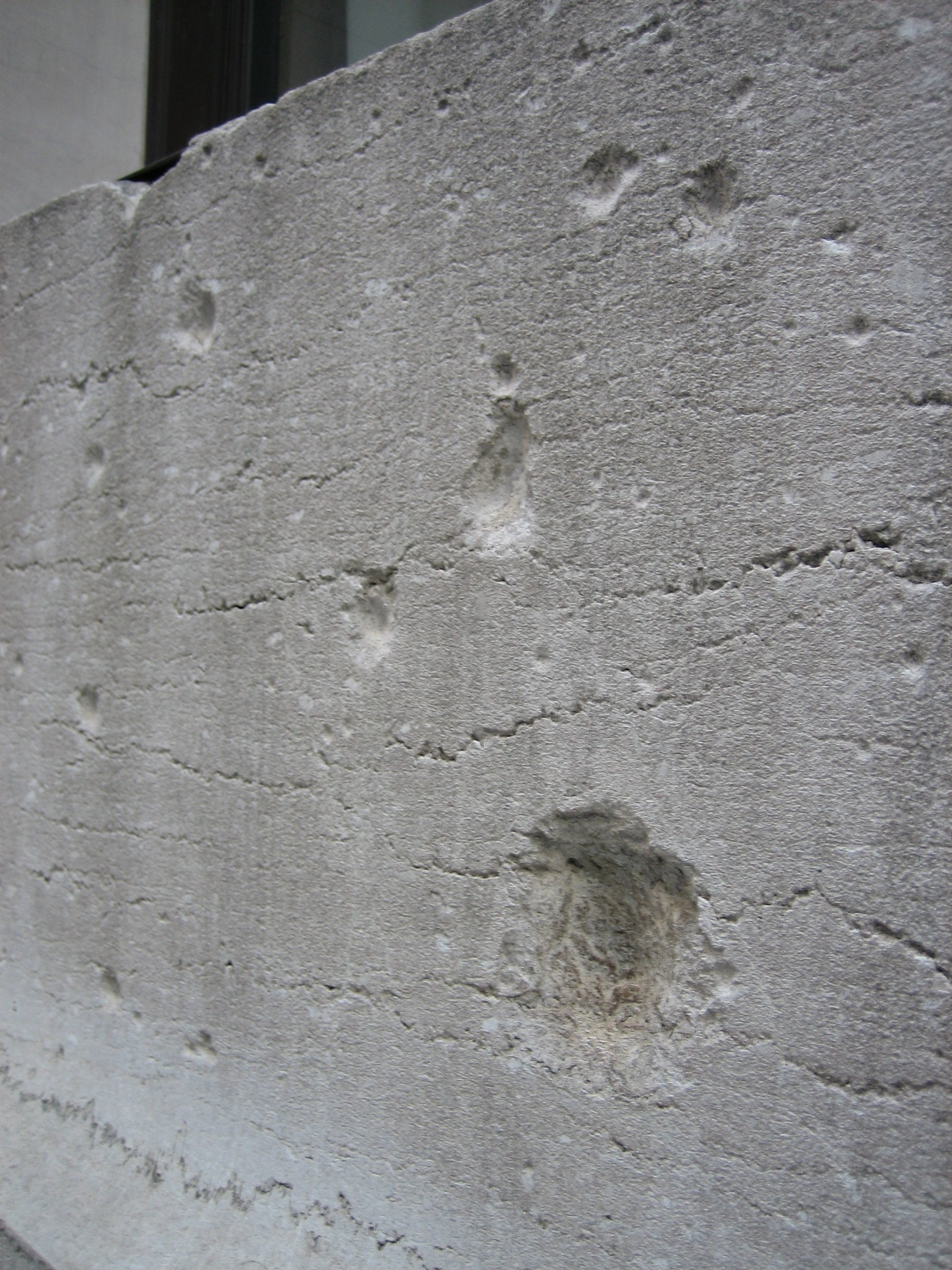
Repesznyomok a Wall Street 23. falán az 1920-as robbantás emlékeként

- 1792 – A New York-i tőzsdén tulajdonost cserélnek az első részvények
- 1817 – Elkészül a New York Stock & Exchange Board alapszabályzata
- 1867 – Megjelenik az első tőzsdei árfolyamjelző gép („stock ticker”)
- 1896 – A The Wall Street Journal-ban először jelenik meg a Dow Jones Ipari Átlag (DJIA)
- 1903 – A NYSE átköltözik a Broad Street 10-re
- 1907 – 1907-es tőzsdepánik
- 1914 – Az első világháború miatt négy hónapra és két hétre bezár a tőzsde
- 1920 – Bomba robban a Wall Streeten, a NYSE épülete előtt. 33 halott, több mint 400 sebesült
- 1929 – Tőzsdepánik október 24-én, a fekete csütörtökön. Hamarosan kitör a gazdasági világválság
- 1943 – A kereskedőparkett megnyílik a nők számára[6]
- 1949 – Kezdetét veszi a leghosszabb ideig tartó hossz
- 1954 – A DJIA utoléri, majd átlépi az 1929-es krach előtti legmagasabb szintjét
- 1966 – Elkészül a közös részvényindex és a részvényadatok már teljesen automatizáltak
- 1972 – A DJIA először töri át az 1000 pontos lélektani határt
- 1977 – Külföldi brókerek is kereskedhetnek a tőzsdén
- 1987 – Október 19-én, a fekete hétfőn, a DJIA története legnagyobb napi százalékos esését regisztrálja
- 1991 – A DJIA átlépi a 3000 pontot
- 1996 – Megjelenik a valós idejű ticker
- 1999 – A DJIA átlépi a 10 000 pontot
- 2000 – Megjelenik az első NYSE globális indexe, a NYIID
- 2001 – Véget ér a tört alapú kereskedés (1/16 részenként), a részvények áttérnek a dollárcent alapra. A szeptember 11-ei terrortámadás miatt a tőzsde négy napra bezár
- 2003 – A NYSE kompozit indexet reformálják, 5000 pontról újraindítják
- 2006 – A NYSE és Archipelago összeolvad, megalapítják a profitorientált NYSE Groupot. Ezután a NYSE Group összeolvad az Euronexttel és megalakul az első transzatlanti tőzsdecsoport. Október 19-én a DJIA túllép a 12 000 ponton.
- 2007 – június 1-jén a kompozit index 10 000 felett zár, július 19-én a DJIA túllépi a 14 000 pontot.